# 暗色南乳魚
暗色南乳魚，為輻鰭魚綱胡瓜魚目南乳魚科南乳鱼属的其中一種。該物種分布於紐西蘭，為特有種，被IUCN列為極危物種，生活習性不明。

## 扩展阅读
維基物種上的相關：暗色南乳魚